# Urdiala
Urdiala eller Urjala (finska: Urjala) är en kommun i landskapet Birkaland i Finland. Urdiala har 4 669 invånare och har en yta på 505,37 km², varav 30,19 km² är vatten.
Urdiala är enspråkigt finskt och mest berömt som författaren Väinö Linnas hembygd. I Urdiala finns också Finlands äldsta glasbruk, Notsjö bruk, som efter en lång historia i bland andra Wärtsilä, Hackman och Iittalakoncernerna sedan sommaren 2007 ingår i Fiskars. En egendom i kommunen är Hongola.

## Administrativ historik
1 januari 1994 tillfördes ett område med 3 invånare från Punkalaiduns kommun.

## Källor

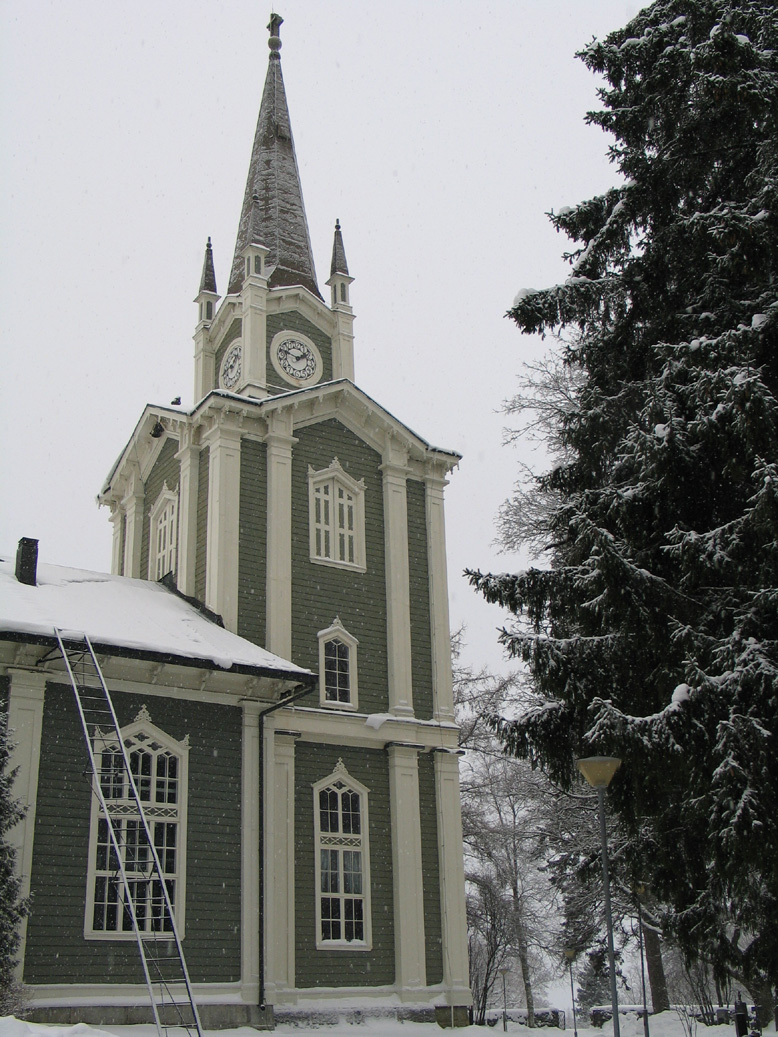
Urdiala kyrka vintern 2004

## Politik

### Mandatfördelning i Urjala kommun, valen 1976–2021
| 2 | 8 |  | 9 |  | 6 |

|  | 8 | 9 | 2 | 7 |

|  | 8 | 2 | 9 |  | 6 |

|  | 10 | 9 | 7 |

|  | 10 |  | 9 | 6 |

| 8 | 2 | 2 | 10 | 5 |

| 8 |  | 11 | 7 |

| 8 | 11 | 8 |

| 17 | 10 |

| 8 |  |  | 9 | 8 |

| 16 | 11 |

| 7 | 6 | 8 | 6 |

| 20 | 7 |

| 7 | 2 | 9 | 5 |

| 15 | 8 |

| 5 | 1 | 4 | 7 | 6 |

| 14 | 9 |

## Befolkningsutveckling
| Befolkningsutvecklingen i Urjala kommun 1975–2020                                                            | Befolkningsutvecklingen i Urjala kommun 1975–2020 | Befolkningsutvecklingen i Urjala kommun 1975–2020 | Befolkningsutvecklingen i Urjala kommun 1975–2020 | Befolkningsutvecklingen i Urjala kommun 1975–2020 |
| --- | ------------------------------------------------- | ------------------------------------------------- | ------------------------------------------------- | ------------------------------------------------- |
| |                                                   |                                                   |                                                   |                                                   |
| År |                                                   |                                                   | Folkmängd                                         |                                                   |
| 1975 | 1975                                              |                                                   | 6 909                                             |                                                   |
| 1980 | 1980                                              |                                                   | 6 458                                             |                                                   |
| 1985 | 1985                                              |                                                   | 6 274                                             |                                                   |
| 1990 | 1990                                              |                                                   | 6 129                                             |                                                   |
| 1995 | 1995                                              |                                                   | 5 895                                             |                                                   |
| 2000 | 2000                                              |                                                   | 5 703                                             |                                                   |
| 2005 | 2005                                              |                                                   | 5 565                                             |                                                   |
| 2010 | 2010                                              |                                                   | 5 335                                             |                                                   |
| 2015 | 2015                                              |                                                   | 4 928                                             |                                                   |
| 2020 | 2020                                              |                                                   | 4 644                                             |                                                   |
| Anm: Uppgifterna avser förhållandena den 31 december nämnda år enligt områdesindelningen den 1 januari 2022. |                                                   |                                                   |                                                   |                                                   |